# Kitty
Kitty (bra: Flor do Lodo) é um filme estadunidense de 1945, do gênero drama histórico-romântico, dirigido por Mitchell Leisen, estrelado por Paulette Goddard e Ray Milland, e coestrelado por Patric Knowles, Cecil Kellaway, Reginald Owen e Constance Collier. O roteiro de Karl Tunberg e Darrell Ware foi baseado no romance homônimo de 1943, de Rosamond Marshall.
Em uma interpretação ampla de "Pigmalião" (1913), de George Bernard Shaw, a trama retrata a história de uma moradora de rua cockney que é transformada em uma mulher refinada pela ajuda de um aristocrata e sua tia, na tentativa de arranjar um casamento nobre para ela.

## Sinopse
Em 1783, em Londres, Kitty (Paulette Goddard), uma moradora de rua atrevida, conhece o pintor Thomas Gainsborough (Cecil Kellaway) ao tentar furtá-lo. Fascinado, o pintor decide pagá-la para posar para uma de suas pinturas. A beleza do retrato atrai a atenção dos amigos nobres de Gainsborough, especialmente a de Sir Hugh Marcy (Ray Milland), um aristocrata endividado que pretende transformar Kitty em uma dama da alta sociedade para garantir seus próprios ganhos financeiros. Contudo, as ideias preconcebidas de Kitty sobre casamento podem colocar o plano todo em risco.

## Elenco
- Paulette Goddard como Kitty[a]
- Ray Milland como Sir Hugh Marcy
- Patric Knowles como Brett Harwood, Conde de Carstairs
- Reginald Owen como Duque de Malmunster
- Cecil Kellaway como Thomas Gainsborough
- Constance Collier como Dama Susan Dewitt, tia de Sir Hugh
- Dennis Hoey como Jonathan Selby
- Sara Allgood como Old Meg, chefe do bando de ladrões
- Eric Blore como Dobson, servo de Sir Hugh
- Gordon Richards como Sir Joshua Reynolds
- Michael Dyne como H. R. H., Príncipe de Gales
- Edgar Norton como Conde de Campton
- Patricia Cameron como Elaine Carlisle
- Percival Vivian como Dr. Holt
- Mary Gordon como Babá
- Anita Bolster como Nullens
- Heather Wilde como Lil
- Charles Coleman como Mordomo
- Mae Clarke como Molly
- Al Ferguson como Servo (não-creditado)
- Douglas Walton como Philip (não-creditado)

## Produção
O filme foi baseado no romance homônimo de Rosamond Marshall. Os direitos cinematográficos foram comprados pela Paramount antes da publicação do romance por um valor relatado de US$ 50.000.
Em outubro de 1943, a Paramount anunciou que a produção do filme, com Paulette Goddard e Ray Milland nos papéis principais, e Karl Tunberg e Darrell Ware como roteiristas e produtores. O romance foi publicado naquele mesmo mês. Até janeiro de 1946, o livro havia vendido quase 900.000 cópias.
No romance original, Kitty era uma prostituta. O Escritório Hays, responsável pela censura cinematográfica na época, determinou que, se isso fosse mantido na versão do filme, a mulher teria que morrer no final como punição. A história foi alterada para que Kitty fosse uma ladra.
Em março de 1944, Mitchell Leisen foi anunciado como o diretor e Cecil Kellaway foi escalado para o papel de Gainsborough.
Leisen trabalhou intensivamente com os designers de cenário e figurino para criar uma imagem historicamente correta da Inglaterra do século XVIII. O pintor de retratos da Califórnia, Theodore Lukits, atuou como consultor técnico para as cenas artísticas da produção. Lukits conhecia Ray Milland porque havia pintado o retrato da esposa dele em 1942. Géza Kende foi o artista responsável pelo retrato de Kitty visto no filme.
Para adquirir um sotaque cockney, Goddard dividiu um quarto por um tempo com Connie Emerald, mãe da atriz Ida Lupino, que possuía um sotaque muito marcante. Depois, ela aprendeu dicção de classe alta com Constance Collier.
Em maio de 1944, antes do início das filmagens, Goddard assinou um novo contrato com a Paramount para fazer dois filmes por ano ao longo de sete anos.
As filmagens começaram em maio de 1944. Segundo relatos, Leisen gastou mais de US$ 25.000 na recriação de retratos de Gainsborough. Goddard fez o filme após retornar de suas viagens para entreter as tropas militares na Índia e Birmânia. Milland finalizou as gravações de seu personagem pouco antes de começar as de "Farrapo Humano".
O final do filme foi refilmado em dezembro de 1944.

## Recepção
Beatrice Sherman, em sua crítica para o The New York Times, descreveu o filme como um "entretenimento robusto".
Leonard Maltin, além de elogiar todo o elenco, destacou que o filme representa o ponto mais alto da carreira de Paulette Goddard, fornecendo um dos seus melhores desempenhos. Segundo o crítico e historiador de cinema Ken Wlaschin, este é um dos dez melhores filmes de Ray Milland.

## Adaptações para a rádio
"Kitty" foi apresentado no Hollywood Players, na CBS, em 5 de novembro de 1946, com Goddard reprisando seu papel. Em 24 de fevereiro de 1947, uma adaptação foi apresentada no Lux Radio Theatre, com Goddard e Knowles reprisando seus papéis.

## Prêmios e indicações
| Ano  | Cerimônia | Categoria                                                          | Indicado                                                  | Resultado | Ref.                 |
| ---- | --------- | ------------------------------------------------------------------ | --------------------------------------------------------- | --------- | -------------------- |
| 1947 | Oscar     | Melhor direção de arte e decoração de interiores em preto e branco | Hans Dreier, Walter H. Tyler, Samuel M. Comer & Ray Moyer | Indicado  | [ 23 ] [ 24 ] [ 25 ] |